# Cratere Futabatei
Futabatei è un cratere d'impatto presente sulla superficie di Mercurio, a 16,08° di latitudine sud e 83,53° di longitudine ovest. Il suo diametro è pari a 57 km.
Il cratere è stato battezzato dall'Unione Astronomica Internazionale in onore dello scrittore giapponese Futabatei Shimei.